# 吾可駅
吾可駅（オガえき）は、大韓民国忠清南道礼山郡にかつて存在した韓国鉄道公社長項線の駅である。

## 歴史
- 1923年11月1日：簡易停留場として開業[1]。
- 日時不明：廃止。
- 1967年6月1日：臨時乗降場として再開業[2]。
- 2004年7月16日：旅客輸送中止[3]。
- 2008年12月15日：廃止[4]。